# 7220 Philnicholson
A 7220 Philnicholson (ideiglenes jelöléssel 1981 QE) a Naprendszer kisbolygóövében található aszteroida. Edward L. G. Bowell fedezte fel 1981. augusztus 30-án.